# Zirri – Das Wolkenschaf
Zirri – Das Wolkenschaf ist ein deutscher Kinderfilm der DEFA von Rolf Losansky aus dem Jahr 1993. Er beruht auf dem Kinderbuch Das Wolkenschaf von Fred Rodrian.

## Handlung
Christine, genannt Schiene, wohnt in einer Großstadt in der Baumstraße, in der kein einziger Baum wächst. Sie hat 13 Mäuse und gestresste Eltern, die froh sind, als Schiene in den Ferien zu ihrer Oma fährt. Die wohnt auf dem Land, fährt mit einem Pferdewagen und kann auf dem Kopf stehen. Opa wiederum ist Schafhirt. Gestört wird die ländliche Idylle in der Kleinstadt nur durch den Schnapsfabrikanten, der ständig raucht und einen Wagen fährt, dessen Abgase genauso wie die Schornsteine der Schnapsfabrik die Luft mit schwarzen Wolkenschafen verpesten.
Bei ihrer Ankunft sieht Schiene, wie ein weißes Wolkenschaf vom Himmel fällt. Wenig später sieht sie das Schaf wieder, das sich ihr als Zirri vorstellt. Die schwarzen Schafe haben es von der Milchstraße gestoßen, wo Zirri mit anderen Schaffreunden gespielt hatte, weil es keinen Mittagsschlaf machen wollte. Nun ist Zirri allein auf der Erde und befürchtet, hier nicht lange überleben zu können. Schiene weiht ihre Oma, den Opa und auch den Viehdoktor ein, doch keiner weiß Rat. Die Artistin im Zirkus heißt nur Himmel-Helga, weil sie auf einem Trapez auftritt, und die Schornsteine der Kleinstadt sind zu niedrig, als dass die hilfsbereite Schornsteinfegerin dem Schäfchen bei seiner Himmelsreise behilflich sein könnte.
Am Ende hilft die örtliche Feuerwehr: Sie fahren ihre längste Leiter gen Himmel aus. Als der Leiter der Feuerwehr sich als nicht schwindelfrei erweist, klettert schließlich der Viehdoktor die Leiter bis ans Ende hinauf. Die anstürmenden schwarzen Wolkenschafe, die ihn von der Leiter stoßen wollen, können die Kinder des Ortes vertreiben, indem sie eine nahe gelegene Windmühle aktivieren und so die schwarzen Schafe davonwehen. Zirri schafft es, von der letzten Leitersprosse aus in den Himmel zu springen und verspricht Schiene, sie hin und wieder zu besuchen – in der baumlosen Baumstraße, als Regen.

## Produktion
Die Dreharbeiten liefen vom 6. März bis zum 14. April 1992. Der Film erlebte am 12. Februar 1993 auf der Berlinale im Rahmen des Kinderfilmfests in der Urania eine Voraufführung; offizielle Erstaufführung war am 11. November 1993 im Berliner Kino International. Es war der letzte von der DEFA produzierte Kinderfilm. Fred Rodrians Kinderbuch war zuvor bereits 1960 von Katja Georgi unter dem Titel Das Wolkenschaf als Puppentrick verfilmt worden.
Die Artisten und Akrobaten des Films waren Mitglieder des Zirkus Hein. Manfred Bofinger zeichnete das Wolkenschaf und die schwarzen Schafe. In den Film wurde das Schaf mittels Flachfigurentechnik kopiert. Die Synchronisation des Wolkenschafes übernahm Victoria Wendt.

## Kritik
Kritiker lobten den Film einerseits als „Film für die kleinsten Kinobesucher“, der von „seinen lustigen Einzelheiten“ und „von der hübschen Mischung von Real- und Zeichentrickfilm“ lebe. Der Film sei ein „liebenswertes, unterhaltsames Abenteuer für die Jüngsten. Ein zauberhaftes, zart-durchsichtiges filmisches Wölkchen für die große Kinoleinwand“.
Andere Rezensenten kritisierten die „mangelhafte Tricklösung des Wolkenschafs“, die auf Budgetkürzungen zurückzuführen sei, so werde beim Streicheln des Schafs zum Beispiel keine Fellbewegung sichtbar. Die Charaktere seien „größtenteils überzeichnet und beinahe ins Lächerliche verzerrt. Der Fabrik-Besitzer wirkt wie eine alberne Witzfigur – so verliert Losanskys Kritik an Brisanz“. Für den film-dienst war Zirri – Das Wolkenschaf ein „enttäuschender Kinderfilm, der seiner Geschichte nicht so recht traut und die Handlung mit Pseudo-Geschichten zu retten versucht; einfallslos inszeniert und in der Charakterzeichnung lieblos.“

## Auszeichnungen
Zirri – Das Wolkenschaf wurde 1993 auf dem Cairo International Film Festival for Children in Ägypten mit dem Golden Prize ausgezeichnet. Er erhielt auf dem Augsburger Kinderfilmfestival den Augsburger Kinderfilmdrachen und wurde in Peking mit einer Urkunde ausgezeichnet.